# Liebenau (Horní Rakousy)
Liebenau je městys v rakouské spolkové zemi Horní Rakousy, v okrese Freistadt

## Vývoj počtu obyvatel
K 1. lednu 2014 zde žilo 1 649 obyvatel.